# الكأس الممتاز الليبي 2016
بطولة الكأس الممتاز الليبي 2016 هي النسخة الخامسة عشرة من بطولة الكأس الممتاز الليبي، والنسخة الرابعة عشرة من البطولة التي تقام بنظام المباراة الواحدة، وقد فاز الأهلي طرابلس فيها بثاني كأسٍ له. كان من المفترض أن تُقام هذه البطولة بين الأهلي طرابلس بطل الدوري الليبي الممتاز [الإنجليزية] وكأس ليبيا والهلال وصيف الكأس، على ملعب طرابلس في يوم 23 أغسطس 2017، لكن انسحاب الهلال، أدى إلى منح اللقب للأهلي واحتساب النتيجة 3-0.